# Lista de participantes na Batalha de Alcácer Quibir

Retrato do Rei D. Sebastião (1571-74), O Desejado, por Cristóvão de Morais, no Museu Nacional de Arte Antiga

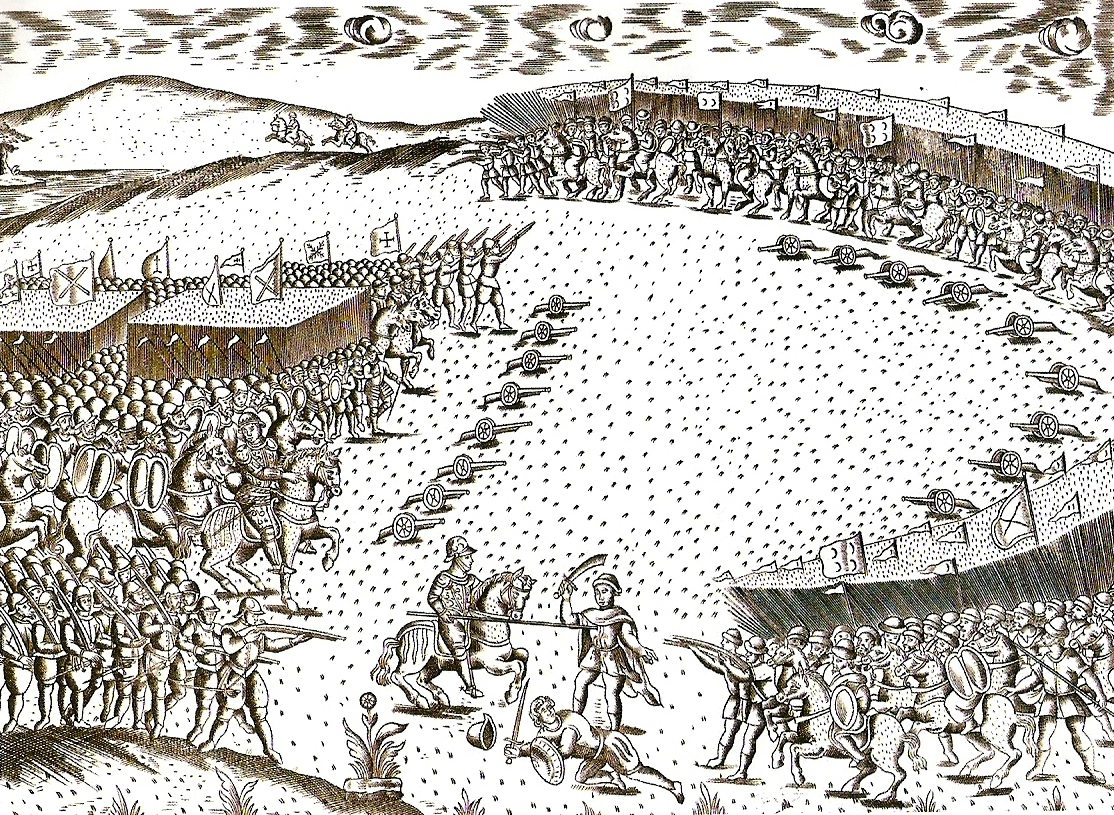
Única representação conhecida da batalha (Miguel Leitão de Andrade, "Miscellânea", 1629.

Este anexo é composto por uma lista de militares portugueses falecidos na Batalha de Alcácer-Quibir (4 de Agosto de 1578), que no total foram mais de 9000 homens.  

## Lista

### A
| #   | Retrato | Nome                             | Notas                                                |
| --- | ------- | -------------------------------- | ---------------------------------------------------- |
| ??º |         | Afonso de Portugal † (1519–1578) | .                                                    |
| ??º |         | André da Silva † (15??–1578)     | Filho de Diogo da Silva.                             |
| ??º |         | António de Portugal (1531–1595)  | Foi feito prisioneiro, conseguiu obterter o resgate. |

### B
| #   | Retrato          | Nome                             | Notas |
| --- | ---------------- | -------------------------------- | ----- |
| ??º | [[File:\|100px]] | Belchior da Franca (c.1550–1591) | .     |

### D
| #   | Retrato | Nome                                  | Notas                       |
| --- | ------- | ------------------------------------- | --------------------------- |
| ??º |         | Diogo da Silva (15??–1595)            | Filho de Lourenço da Silva. |
| ??º |         | Diogo Lopes da Franca † (c.1520–1578) | .                           |
| ??º |         | Duarte de Meneses (1537–1588)         | .                           |

### F
| #   | Retrato          | Nome                                     | Notas                                           |
| --- | ---------------- | ---------------------------------------- | ----------------------------------------------- |
| ??º |                  | Fernando de Góis de Loureiro (1???–1???) | .                                               |
| ??º |                  | Filipe Terzio (1520–1597)                | Feito prisioneiro na batalha de Alcácer Quibir. |
| ??º |                  | Fradique M (15??–1578)                   |                                                 |
| ??º |                  | Francisco de Aldana † (1537–1578)        | .                                               |
| ??º |                  | Francisco de Portugal (c. 1550–1582)     | .                                               |
| ??º | [[File:\|100px]] | Francisco de Távora (????–15??)          | .                                               |

### J
| #   | Retrato          | Nome                                          | Notas |
| --- | ---------------- | --------------------------------------------- | ----- |
| ??º | [[File:\|100px]] | Jerónimo de Mendonça (c. 1548–1607 ou depois) | .     |
| ??º |                  | João de Mendonça Furtado † (1530–1578)        | .     |
| ??º |                  | João Vicente da Fonseca (c. 1530–1587)        | .     |
| ??º |                  | Jorge de Lencastre † (15??–1578)              | .     |
| ??º | [[File:\|100px]] | Juan de Silva (1528–1601)                     | .     |

### L
| #   | Retrato          | Nome                            | Notas               |
| --- | ---------------- | ------------------------------- | ------------------- |
| ??º | [[File:\|100px]] | Lourenço da Silva † (15??–1578) | 7.º Senhor de Vagos |

### M
| #   | Retrato | Nome                                 | Notas |
| --- | ------- | ------------------------------------ | ----- |
| ??º |         | Miguel Leitão de Andrada (1553–1630) | .     |

### N
| #   | Retrato          | Nome                           | Notas                             |
| --- | ---------------- | ------------------------------ | --------------------------------- |
| ??º | [[File:\|100px]] | Nicolau de Frias (c.1550–1610) | .                                 |
| ??º | [[File:\|100px]] | Nuno Manuel † (c.1???–1578)    | 3.º Senhor de Salvaterra de Magos |

### P
| #   | Retrato | Nome                         | Notas                  |
| --- | ------- | ---------------------------- | ---------------------- |
| ??º |         | Pero de Mesquita (????–????) | Capitão da artilharia. |
| ??º |         | Pêro Lopes (????–????)       | Sargento.              |

### S
| #   | Retrato | Nome                                  | Notas |
| --- | ------- | ------------------------------------- | ----- |
| ??º |         | Sebastião I de Portugal † (1554–1578) | .     |

### T
| #   | Retrato | Nome                            | Notas                                                        |
| --- | ------- | ------------------------------- | ------------------------------------------------------------ |
| ??º |         | Teodósio II (c.1568–1630)       | Acabou por ser ferido e feito prisioneiro pelos marroquinos. |
| ??º |         | Thomas Stukeley † (c.1520–1578) | .                                                            |

### V
| #   | Retrato          | Nome                           | Notas                    |
| --- | ---------------- | ------------------------------ | ------------------------ |
| ??º | [[File:\|100px]] | Vasco da Gama † (c. 1530–1578) | 3.º Conde da Vidigueira. |
| ??º | [[File:\|100px]] | Vasco da Silveira † (1–1)      | Coronel.                 |

1. D. Afonso de Noronha, 5.º Conde de Odemira,
2. D. Afonso de Portugal, 2.º Conde de Vimioso,
3. Afonso Serrão, cunhado de Rui de Sousa,
4. Agostinho Pereira,
5. Aires de Miranda,
6. D. Aires da Silva, Bispo do Porto,
7. Alexandre de Melo, filho de Garcia de Melo,
8. Alexandre Moreira,
9. D. Álvaro de Castro, "O Romanisco",
10. Álvaro Coutinho,
11. D. Álvaro de Melo, sobrinho do Conde de Tentúgal,
12. Álvaro Pais Sotomaior,
13. Álvaro Pires de Távora, filho de Rui Lourenço de Távora, de São João da Pesqueira,
14. Ambrósio da Costa, cunhado de Miguel de Moura,
15. André de Albuquerque,
16. André Gonçalves Ribafria, Alcaide-Mor de Sintra,
17. André Pires, filho de Álvaro Pires,
18. António de Carvalho, de Setúbal,
19. D. António da Costa, filho de D. Gil Eanes da Costa,
20. António Jaques,
21. António Lobo, Alcaide-Mor de Monsaraz, e um filho do mesmo nome,
22. D. António de Meneses, filho de D. Pedro de Meneses, Senhor de Cantanhede,
23. António de Moura, filho de Álvaro Gonçalves de Moura,
24. D. António de Noronha,
25. António Pires de Andrade, filho de Álvaro Pires de Andrade,
26. António de Sousa, filho de André Salema,
27. António de Sousa, filho de Diogo Lopes de Sousa,
28. D. António de Vasconcelos,
29. António Velho Tinoco,
30. Bartolomeu da Silva,
31. Bernardo de Melo,
32. Brás de Lucena, filho de Sebastião de Lucena,
33. Cristóvão de Alcáçova, filho de Pedro de Alcáçova Carneiro,
34. Cristóvão de Brito,
35. Cristóvão de Távora, filho de Bernardim de Távora,
36. Cristóvão de Távora, filho de Lourenço Pires de Távora,
37. D. Diogo de Castelo Branco, irmão de D. Martinho de Castelo Branco,
38. D. Diogo de Castro, da Casa do Torrão,
39. Diogo da Fonseca Coutinho,
40. Diogo Lopes da Franca,
41. Diogo Lopes de Lima,
42. Diogo de Melo, filho de Garcia de Melo,
43. D. Diogo de Meneses, filho de D. Fernando de Meneses, da Casa dos Condes de Viana,
44. D. Diogo de Meneses, irmão de D. Pedro de Meneses, da Casa dos Senhores de Cantanhede,
45. Diogo Serrão, cunhado de Rui de Sousa,
46. Duarte Dias de Meneses,
47. Duarte de Melo,
48. D. Duarte de Meneses, filho de D. Garcia de Meneses,
49. Duarte de Miranda,
50. Fr. Estêvão Pinheiro,
51. Estêvão Soares de Melo,
52. D. Fernando Mascarenhas,
53. Fernão Barreto, filho de Belchior Barreto,
54. Fernão Martins Mascarenhas,
55. Fernão Rodrigues de Brito,
56. Fernão de Sousa,
57. Francisco Barreto, filho de Nuno Rodrigues Barreto,
58. Francisco Casado de Carvalho,
59. D. Francisco Coutinho,
60. Francisco Domingues de Beja, filho de Rodrigo Afonso de Beja,
61. Francisco Henriques,
62. Francisco de Melo, filho de Simão de Melo,
63. D. Francisco de Meneses, filho de D. Fernando de Meneses (Fernando da Pampulha);
64. D. Francisco Manuel, filho de D. João Manuel,
65. D. Francisco de Moura, filho de D. Luís de Moura,
66. D. Francisco Pereira,
67. Francisco Sodré,
68. D. Francisco de Vilaverde, filho de D. Pedro de Vilaverde,
69. Garcia Afonso de Beja, filho de Rodrigo Afonso de Beja,
70. Garcia de Melo, filho de Simão de Melo,
71. D. Garcia de Meneses, da Casa dos Condes de Viana,
72. Gaspar da Costa, Físico-Mor do Reino
73. Gaspar Nunes,
74. D. Gaspar de Teive,
75. Gomes Freire de Andrade, dos Senhores da Bobadela,
76. Gomes de Sotomaior,
77. D. Gonçalo de Castelo Branco, filho de D. Afonso de Castelo Branco,
78. Gonçalo Nunes Barreto, Alcaide-Mor de Loulé, filho de Nuno Rodrigues Barreto,
79. Gregório Sanches de Noronha,
80. Gregório Cernache, do Porto,
81. Henrique Correia da Silva, filho de Ambrósio Correia,
82. Henrique de Figueiredo,
83. Henrique Henriques de Miranda, Alcaide-Mor de Chaves,
84. D. Henrique de Meneses, “''o Roxo''”, filho de D. Diogo de Meneses, da Casa dos Senhores do Louriçal,
85. D. Henrique de Meneses, filho de D. Francisco de Meneses, da Casa dos Condes de Tarouca,
86. D. Henrique Moniz, sobrinho de D. António Moniz,
87. D. Henrique Telo de Meneses, irmão de D. Jorge Telo de Meneses, pajem do Guião,
88. D. João de Araújo, sobrinho do 4º Senhor de Gouveia
89. D. Jaime de Bragança, irmão do Duque de Bragança,
90. D. João Jerónimo de Freitas,
91. D. Jerónimo de Saldanha, filho de D. Luís de Saldanha,
92. Jerónimo Teles, filho de Fernão Teles]], de Santarém,
93. D. João de Abrantes,
94. D. João de Almeida, filho de D. Duarte de Almeida,
95. João Álvares da Cunha,
96. João Brandão de Almeida,
97. João de Carvalho Patalim,
98. D. João de Castelo Branco, filho de D. Simão de Castelo Branco,
99. D. João Roiz de Castelo Branco, filho de D. Martim Vaz de Castelo Branco
100. João da Cunha, Comendador de Malta,
101. João da Gama,
102. João Gomes Cabral,
103. D. João Henriques,
104. D. João Manuel,
105. D. João Mascarenhas, filho de D. Vasco Mascarenhas,
106. João Mendes, morgado de Oliveira,
107. D. João de Meneses, filho de D. Manuel de Meneses, da Casa dos Senhores do Louriçal,
108. D. João de Meneses, filho de D. Pedro de Meneses, Senhor de Cantanhede,
109. D. João Pereira, filho de D. Francisco Pereira,
110. D. João de Portugal, filho de D. Francisco de Portugal,
111. D. João de Portugal, filho de D. Manuel de Portugal,
112. João Quaresma, filho de Manuel Quaresma Barreto,
113. D. João de Sá, filho de D. Duarte de Sá,
114. João da Silva, filho de Lopo Furtado de Mendonça,
115. João da Silva, filho de Lourenço da Silva, Regedor da Justiça,
116. João da Silveira, de Beja,
117. João da Silveira, de Évora,
118. D. João da Silveira, filho do Conde da Sortelha,
119. Jorge da Costa,
120. D. Jorge de Faro, primo do Conde de Odemira,
121. D. Jorge de Lencastre, Duque de Aveiro, e seu primo do mesmo nome,
122. D. Jorge de Lencastre, primo do Duque de Aveiro e com o mesmo nome que este.
123. D. Jorge de Melo, de Portalegre,
124. D. Jorge de Melo Coutinho, de Santarém,
125. Jorge de Melo da Cunha,
126. Jorge da Silva, tio de Lourenço da Silva,
127. D. Jorge da Silva da Gama, filho de D. Duarte da Gama,
128. Leonel de Lima, filho de Jorge de Lima.
129. D. Lopo de Alarcão,
130. Lopo Mendes de Barros,
131. Lopo de Sousa,
132. Lopo Vaz de Sequeira,
133. Lourenço Amado,
134. Lourenço Guedes,
135. Lourenço de Lima, filho de Jorge de Lima,
136. D. Lourenço de Noronha, filho do Conde de Linhares,
137. Lourenço da Silva, regedor da Justiça,
138. Lourenço de Sousa, filho de André Salema,
139. Lucas de Andrade,
140. Luís de Alcáçova, filho de Pedro de Alcáçova Carneiro,
141. D. Luís de Almeida, irmão do arcebispo de Lisboa,
142. D. Jorge de Almeida,
143. Luís Alvares de Távora, senhor do Mogadouro,
144. Luís de Castilho,
145. D. Luís de Castro, filho de D. Álvaro de Castro,
146. D. Luís Coutinho, Conde do Redondo,
147. D. Luís Coutinho, cunhado de D. Miguel de Noronha,
148. D. Luís de Meneses, filho de D. Aleixo de Meneses;
149. D. Luís de Meneses, filho de D. Fernando de Meneses (Fernando da Pampulha);
150. D. Luís de Noronha, alcaide-mor de Monforte,
151. Manuel Correia Baharem,
152. Manuel Correia Barreto,
153. Manuel Côrte-Real,
154. Manuel Fradique,
155. D. Manuel de Lacerda, alcaide-mor de Sousel,
156. Manuel de Mendonça Cação, filho de João de Mendonça Cação,
157. D. Manuel de Meneses, Bispo de Lamego e Coimbra,
158. Manuel de Miranda, camareiro-mor do senhor D. António;
159. D. Manuel de Noronha, filho de D. Gomes de Noronha,
160. D. Manuel de Portugal, filho do conde de Vimioso,
161. Manuel Quaresma Barreto, vedor da Fazenda,
162. Manuel Rolim,
163. Manuel de Sousa, filho de André de Sousa,
164. Manuel de Sousa da Silva, aposentador mor[1],
165. Manuel Teles, filho de Fernão Teles, de Santarém,
166. Martim Afonso de Sousa, filho de Pedro Lopes de Sousa,
167. Martim Gonçalves,
168. Martim Gonçalves da Câmara, filho de Luís Gonçalves de Ataíde,
169. Martim de Melo Soares, filho de Fernão de Melo,[2]
170. Martim de Távora,
171. D. Martinho de Castelo Branco, Senhor de Vila Nova de Portimão,
172. Mateus de Brito, filho de Lourenço de Brito,
173. D. Matias de Noronha,
174. Miguel de Abreu, irmão de Lopo de Abreu,
175. Miguel Cabral,
176. D. Miguel de Meneses, filho de D. Manuel de Meneses, da Casa do Louriçal,
177. Nuno Freire de Andrade, filho de Gomes Freire de Andrade, de Bobadela,
178. D. Nuno Manuel,
179. Pedro Alvares de Carvalho, irmão de Francisco Casa do de Carvalho,
180. Pedro de Carvalho Patalim, filho de João de Carvalho Patalim,
181. D. Pedro de Castro, alcaide mor de Melgaço,
182. D. Pedro da Cunha,
183. Pedro Lopes de Sousa, filho de Martim Afonso de Sousa, governador da Índia,
184. Pedro Lopes Godinho, filho de Sebastião Lopes Godinho, de César.
185. D. Pedro Mascarenhas, irmão de D. João Mascarenhas,
186. Pedro de Mesquita, bailio de Leça,
187. Pedro Moniz, filho de Bernardo Moniz,
188. D. Pedro de Noronha, filho do Conde de Linhares,
189. D. Pedro da Silva, de Elvas,
190. D. Pedro de Vilaverde,
191. D. Rodrigo de Castro, da Casa do Torrão,
192. Rodrigo de Castro, sobrinho de D. Rodrigo de Castro da Casa do Torrão e com o mesmo nome deste.
193. D. Rodrigo de Melo, filho do Conde de Tentúgal,
194. D. Rodrigo Lobo, Barão de Alvito,
195. Rui de Figueiredo,
196. Salvador de Brito, Alcaide-Mor de Alter do Chão,
197. D. Sancho de Faria,
198. D. Sancho de Noronha,
199. Sebastião Gonçalves Pita,
200. Sebastião de Sá, irmão de Francisco de Sá de Meneses,
201. Sebastião da Silva, filho de Fernão da Silva,
202. Simão da Costa Freire, 5.º Senhor de Pancas e da Atalaya da Beira
203. D. Simão de Meneses, filho de D. Diogo de Meneses, da Casa dos Senhores do Louriçal,
204. D. Simão de Meneses, filho de D. Rodrigo de Meneses, da mesma casa, vedor da rainha;
205. Simão da Veiga,
206. Tomé da Silva,
207. Vasco Coutinho,
208. D. Vasco da Gama, 3.º Conde da Vidigueira, 3.º Almirante-Mor da Índia.